# Populärkultur
Populärkultur, vanligen förkortat som popkultur i talspråk, är en form av kultur som riktar sig till den breda allmänheten snarare än till kännare.

## Bakgrund
Populärkulturen har, såvitt historiker kunnat se, alltid funnits jämte den konventionella kulturen. Det finns till exempel klotter på pyramiderna, äventyrsberättelser i religiösa skrifter som Bibeln, och reklam-musik bevarad från medeltiden.[källa behövs] Inte sällan har därför populärkulturen inspirerat hovkompositörer, konstnärer och "seriösa" författare, även om de har försökt att skapa mer världsfrånvända eller djupa verk.

## Några områden
- Popmusik (populärmusik)
- Popkonst
- Kiosklitteratur

## Gemensamma drag
Det som är gemensamt för populärkulturen är att den är mindre komplicerad och mer lättillgänglig, att den är mer känslosam, att den följer modets pendelrörelser i högre grad, och att den ges ut i mångdubbelt större volym än motsatsen finkultur. Populärkulturen får bland annat av de orsakerna mycket utrymme i massmedia.

## Populärvetenskap
Förutom de rent konstnärliga områdena, finns även populärhistoria och populärvetenskap, som på ett mer allmänt sätt förklarar komplexa samband så att fler kan ta del av kunskapen.